# Talanga iridomelaena
Talanga iridomelaena là một loài bướm đêm trong họ Crambidae.